# چیما برنتا
چیما برنتا (به ایتالیایی: Cima Brenta) یک کوه در ایتالیا است. چیما برنتا ۳٬۱۵۰ متر بالاتر از سطح دریا واقع شده‌است.